# Юндт, Огюст
Огюст Юндт (фр. Auguste Jundt; 1848, Страсбург—1890) — французский историк, историограф, эссеист, педагог, профессор парижского университета.
Писал на французском и немецком языках. Автор ряда исследований о средневековом мистицизме:
- «Essai sur le mysticisme spéculatif de maître Eckhardt» (Страсбург, 1870);
- «Histoire du panthéisme populaire au moyen âge et au XVI-e siècle» (П., 1875);
- «Les Amis de Dieu au XIV-e siècle» (ib., 1879);
- «L’Apocalypse mystique du moyen âge» (ib., 1886);
- «Les Amis de Dieu au Quatorzième Siècle» (П., 1875);
- «Rulman Merswin» (ib., 1890).